# Ultratenuipalpus arboreus
Ultratenuipalpus arboreus är en spindeldjursart som först beskrevs av Elsie Collyer 1973.  Ultratenuipalpus arboreus ingår i släktet Ultratenuipalpus och familjen Tenuipalpidae. Inga underarter finns listade i Catalogue of Life.